# マルコス・アジェルサ
マルコス・アジェルサ（Marcos Ayerza、1983年1月12日 - ）は、アルゼンチンの元ラグビー選手。

## プロフィール
- アルゼンチン・ブエノスアイレス出身。
- ポジションはプロップ(PR)。
- 身長 185cm、体重 115kg
- アルゼンチン代表通算キャップ数は66。
- ラグビーワールドカップ2007・ラグビーワールドカップ2011・ラグビーワールドカップ2015のアルゼンチン代表に選ばれた[1]

## 略歴
2006年、レスター・タイガースに加入。 
2017年、現役を引退した。 